# Gnú
A gnú (Connochaetes) az emlősök (Mammalia) osztályának párosujjú patások (Artiodactyla) rendjébe, ezen belül a tülkösszarvúak (Bovidae) családjába és a tehénantilop-formák (Alcelaphinae) alcsaládjába tartozó nem.
A gnú nevű emlősnem csak egyike a számos antilopnemnek, mely manapság létezik. Mivel a tülkösszarvúak családjának részei, a gnúk közelebbi rokonságban állnak a tulkokkal, kecskékkel és birkákkal. Eme emlősnem mindkét faja afrikai származású, illetve előfordulású. A fosszilis anyagok alapján a kutatók úgy vélik, hogy a két faj körülbelül 1 millió éve vált szét, kialakult az északibb csíkos gnú és a déli elterjedésű fehérfarkú gnú. A legelső gnúra emlékeztető állat körülbelül 2,5 millió évvel ezelőtt jelent meg, a pleisztocén kor elején. A csíkos gnú megmaradt az ősgnú eredeti élőhelyén, az alakját, kinézetét is megtartotta majdnem változatlanul; ettől eltérően a fehérfarkú gnú délre húzódott és tovább változott, ezzel jobban alkalmazkodott az ottani körülményekhez. A két faj fő megkülönböztető jelei: a szőrzet eltérő színezete, valamint a szarv hegyének iránya; a csíkosé oldalra mutat, míg a fehérfarkúé előbbre.
Kelet-Afrikában a csíkos gnú a legelterjedtebb zsákmányállat, úgy a ragadozók számára, mint a vadászok számára is. Egyes állományai évszakonként nagy vándorutakat tesznek a jobb minőségű legelők felkutatásának érdekében; ettől eltérően a déli rokona kevésbé vándorló. Mindkét fajnak az esős évszak végén kezdődik a szaporodási időszaka, és mind a kettőnél rövid ideig, csak néhány hétig tart. A borjaik születésük után nemsokára lábra állnak és szaladni is tudnak; a teheneket követve a csordákon belül. Úgy a fiatalokból, mint a felnőttekből áldozatul esnek a helybéli ragadozóknak. A gnúk gyakran más antilopokkal vagy zebrákkal társulnak biztonsági okokból; a több szem többet lát elve alapon. A gnúk és más szavannabeli növényevő állatok a páviánok (Papio) figyelmeztetőkiáltásaira is reagálnak. Ezek a párosujjú patások számos turistát vonzanak magukhoz, ami jelentős gazdasági hasznot eredményez a helybéli embereknek; azonban negatív következmény, hogy versengenek az ember szarvasmarháival a legelőkért, továbbá több betegséget és élősködőt is átadhatnak a házi jószágoknak. Az állományaikat néha felkeresik az orvvadászok is; de mivel sok állomány rezervátumokban, valamint magán vadasparkokban és farmokon él, e fajok világszintű megmaradása nincs veszélyben. A fehérfarkú gnút a 19. század végén majdnem teljesen kiirtották, azonban sikerült időben megmenteni. A Természetvédelmi Világszövetség (IUCN) mind a két gnúfajt Nem fenyegetett fajnak minősíti, mivel az állományaik sokfelé élnek és jól szaporodnak.

## Rendszerezésük és evolúciójuk
A nembe az alábbi 2 élő faj és 2 fosszilis faj tartozik:
- fehérfarkú gnú (Connochaetes gnou) (Zimmermann, 1780)
- csíkos gnú (Connochaetes taurinus) (Burchell, 1824)

- †Connochaetes africanus
- †Connochaetes gentryi

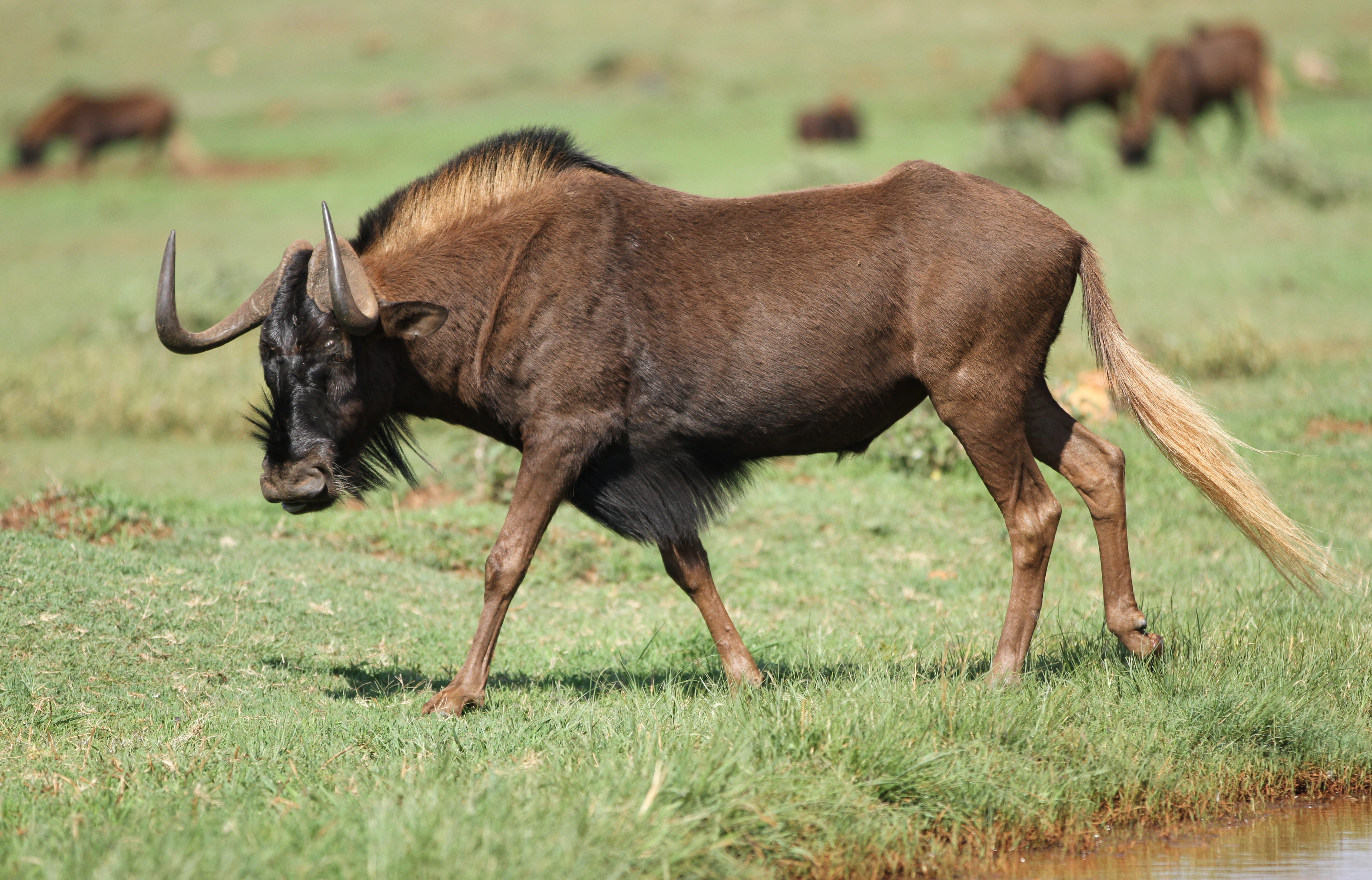
Habár mindkettő gnú, e kettőt...

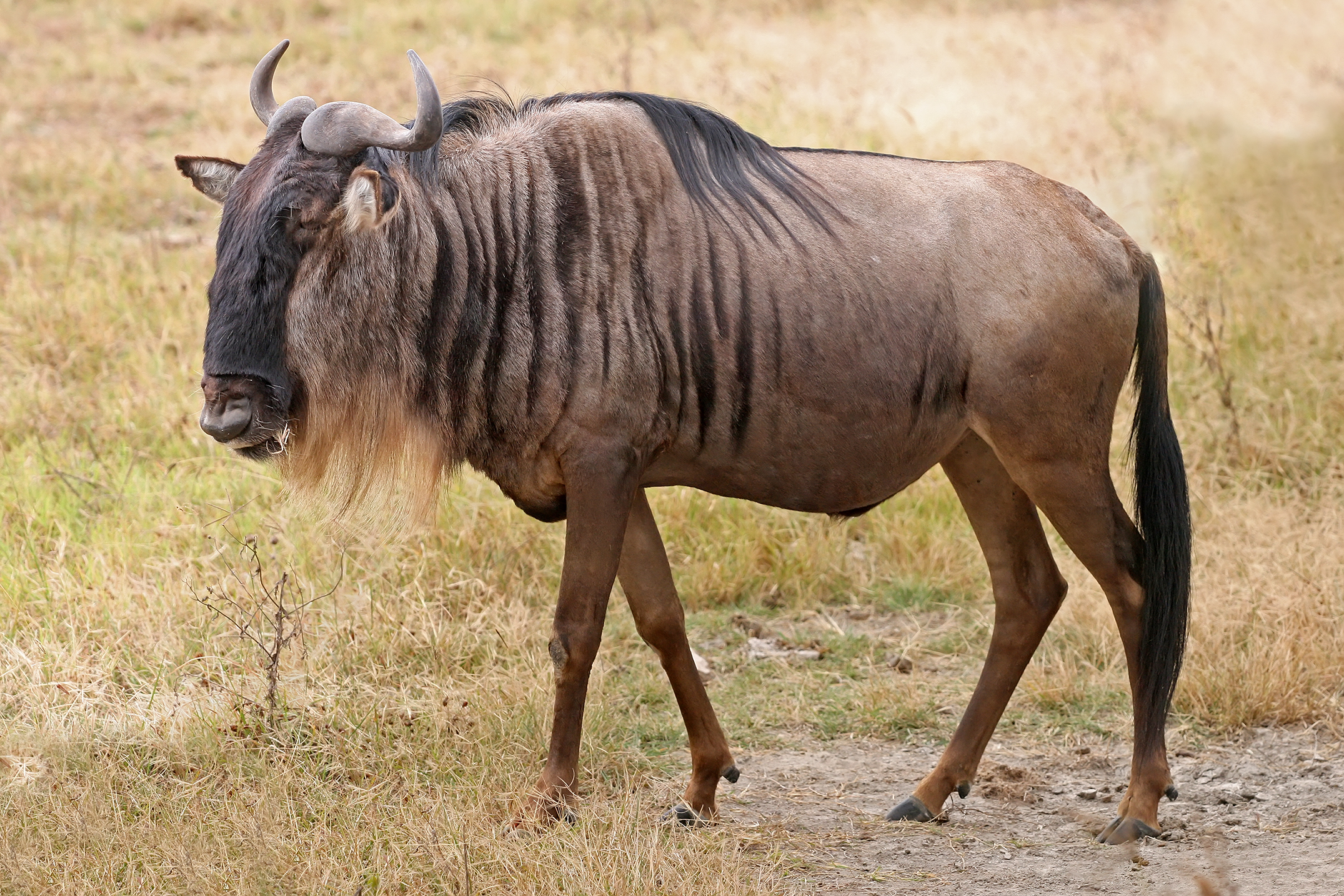
... első látásra meg lehet különböztetni

A gnúnem a tülkösszarvúakon belül a tehénantilop-formák (Alcelaphinae) alcsaládjának tagja, tehát a legközelebbi rokonai a Alcelaphus- és a Damaliscus-fajok; megemlítve a vörös tehénantilopot (Alcelaphus buselaphus), a közönséges lantszarvúantilopot (Damaliscus lunatus) és a vadászantilopot (Beatragus hunteri). Az első európaiak, kik gnúkat pillantottak meg, holland telepesek voltak. Ők az 1700-as években elsőként érték el Dél-Afrika belső területeit. Mivel az addig nem ismert gnúk teheneknek tűntek nekik, elnevezték „vadökörnek” vagy „vadszörnynek”, azaz wildebeest-nek; az angolok ezt a megnevezést használják ma is. Emiatt a két gnú közül a fehérfarkúról szerzett hamarább tudomást a nyugati világ. A csíkos gnút jó fél évszázaddal később, az 1800-as évek elején fedezték fel.
A 20. század elején Kelet-Afrika területén leírtak egy gnúfajt Connochaetes albojubatus néven. 1914-ben a gnúnak két különböző fajtáját különítették el: a Gorgon a. albojubatus-t, melyből később a keleti fehérszakállú gnú (Connochaetes taurinus albojubatus) nevű alfaj lesz, és a G. a. mearnsi-t, melynek alapján a nyugati fehérszakállú gnút (Connochaetes taurinus mearnsi) írják le. A kettőt 1939-ben összevonták a Connochaetes taurinus albojubatus megnevezésű fajtába. A 20. század közepén még mindig két típusú gnú volt számon tartva: a Gorgon taurinus hecki és a G. t. albojubatus. Végül az összes gnút két különálló fajra, azaz a mai elismertekre – fehérfarkú gnú és csíkos gnú – osztották fel. A csíkos fajt hamarább külön, a Gorgon nembe sorolták be, míg a fehérfarkúnak megmaradt a Connochaetes. Manapság viszont a csíkos fajt is Connochaetes-nak tekintik.
A mitokondriális DNS-vizsgálatokból ítélve a két gnúfaj körülbelül a pleisztocén közepén, azaz 1 millió éve vált ketté, vagyis azóta külön, önálló fajok. A kutatók 2%-os változási rátát számítottak ki. A különböző adatok szerint nem azért váltak szét a gnú fajok, mert egymásnak vetélytársai voltak, hanem mert mindegyikük különböző ökológiai fülkét választott magának.
A 2,5 millió éves csíkos gnú, vagy legalábbis a rá hasonlító állatmaradványok eléggé elterjedtek. Fosszilis maradványokat találtak a Johannesburgtól északra fekvő, Cradle of Humankind (Az emberiség bölcsője) nevű barlangos térségnél. További, fosszíliákban gazdag lelőhelyek: Elandsfontein, Cornelia és Florisbad. A legősibb fehérfarkú maradványokat az Oranje Szabadállam-i Cornelia nevű város melletti kőzetekben találták meg; becslések szerint ezek a kövületek körülbelül 800 ezer évesek lehetnek. Manapság a csíkos gnúnak 5 alfaját tartják számon, míg a délen élő fehérfarkú gnúnak nincsen megnevezett alfaja.

### Genetikájuk és hibridjeik
A gnúk kromoszómáinak diploid száma 58. A kutatók egyaránt tanulmányozták a bikák és tehenek kromoszómáit is. A tehenek esetében egy pár nagy méretű szubmetacentrikus kromoszóma kivételével az összes többi acrocentrikus. A bikák kromoszómáinak esetében metafázisos kutatásokat végeztek; a tudósok ebből megtudták, hogy a bikáknak nagy szubmetacentrikus kromoszómái vannak, egyébként a többi a tehenekéhez hasonlóan acrocentrikusak. Az X-kromoszóma nagy acrocentrikus, míg az Y-kromoszóma nagyon apró.
Mivel viselkedési és elterjedési szempontból a két gnú igen eltér egymástól, a szabad természetben történő hibridizáció igen ritka, bár a fogságban tartott, vagy ugyanabba a rezervátumba, vadasparkba zárt állatok között megtörténik. A hibrid példány (az öszvértől eltérően, mely a ló és házi szamár ivarképtelen leszármazottja) általában ivarképes. A Dél-afrikai Köztársaságban lévő Spioenkop Dam Nature Reserve nevű vadasparkban végzett kutatások azt mutatták, hogy ezek a hibrid állatok testi rendellenességekben szenvedhetnek; ezek a rendellenességek a fogakban, a szarvakban és a koponyát összetevő egyes csontokban – wormian csontok – nyilvánulnak meg. A hibrid nagyobb méretű lehet a szüleinél. További betegségei: a fül felépítésének egyes elferdülései, valamint az összeforrt orsócsont (radius) és singcsont (ulna).

## Nevük

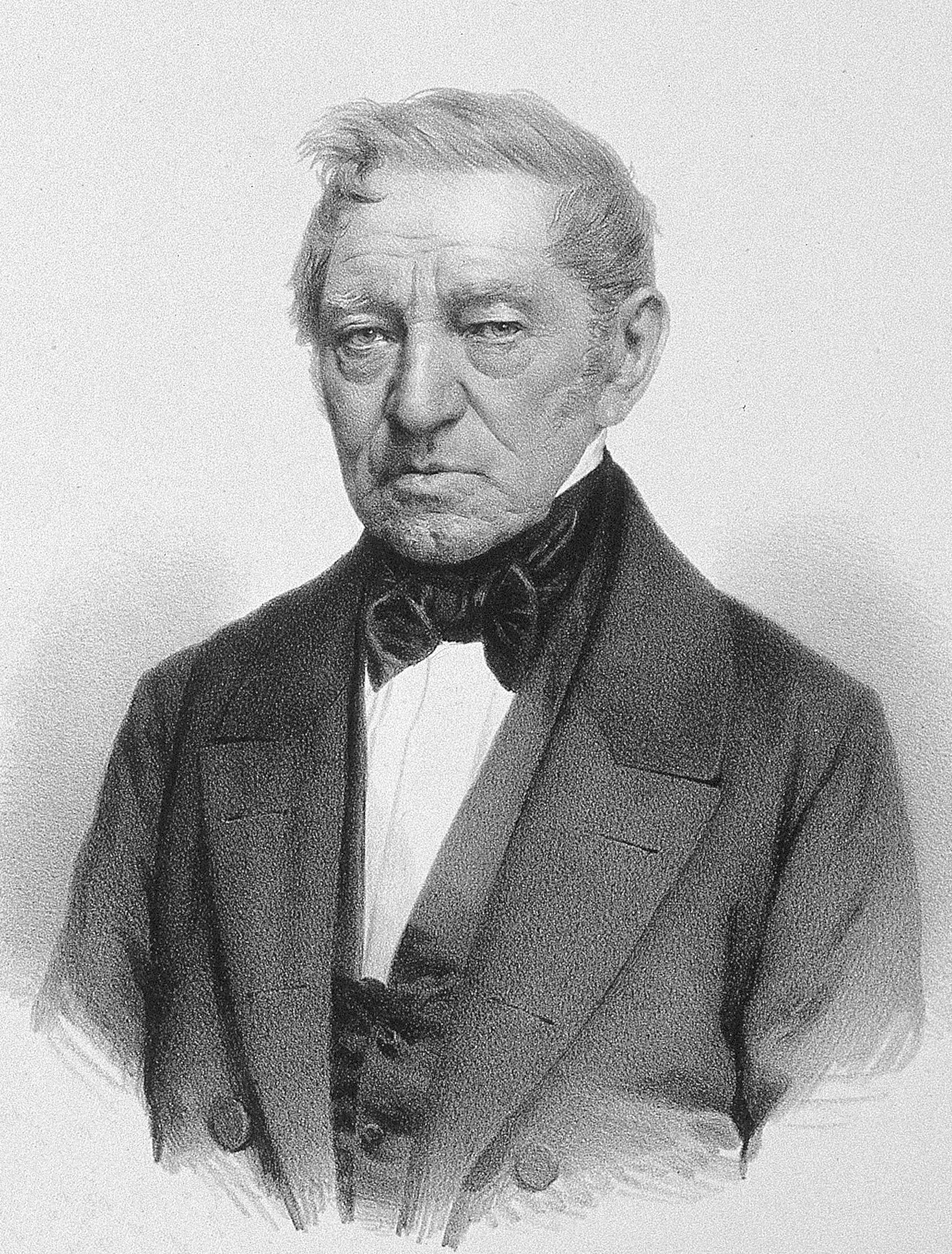
Martin Hinrich Carl Lichtenstein, aki elsőként írta le, illetve nevezte meg ezt az emlősnemet

A gnú emlősnem tudományos neve a Connochaetes. Ezt a megnevezést 1812-ben, Martin Hinrich Carl Lichtenstein német orvos, természettudós és kutató alkotta meg. Ez a megnevezés görög eredetű; κόννος (kiejtése: kónnosz) = „szakáll”, és χαίτη (kiejtése: khaítē) = „lógóhaj”, „sörény” szavak összevonásából jött létre. A „gnú” név, amelyen ezeket az állatokat világszerte ismerik, a délnyugat-afrikai koiszan nyelvekből származik, és ezeknek az állatoknak a neveit jelenti. Más vélemény szerint a „gnú” szó a T'gnu-ból ered, mely nama nyelven eme antilopok bikáinak hangkiadására utal, „gé-núú”. Egy harmadik vélemény szerint a „gnú” szanok nyelvén a fehérfarkú gnú megnevezése, azaz a !nu, azonban az angolok gnúnak hallották, illetve értelmezték. Az angol neve, a „wildebeest”, holland eredetű, és „vadszörnyet”, vagy „vadmarhát” jelent.

## Előfordulásuk
A gnúfajok előfordulási területei a Szahara sivatagtól délre eső Kelet-Afrika és Dél-Afrika, északnyugatra pedig egészen Angoláig. A fehérfarkú gnú csakis eme emlősnem legdélebbi területein fordul elő. A korábbi, eredeti élőhelyei a Dél-afrikai Köztársaságban, Lesothóban és Szváziföldön voltak, manapság viszont ott már csak rezervátumokban és magán vadasparkokban található meg; mivel a 19. század végére az ember szinte kiirtotta. Manapság mind a három, eredeti területén fekvő országba visszatelepítették, továbbá Namíbiába is, ahol életképes állománya jött létre. A természetes élőhelyei a nyílt füves puszták, akár a dombvidékeken is, valamint a Karoo bozótosa. A hegységekben 1350-2150 méter magasra is felhatol. A fehérfarkú gnú, amikor még szabadon kószálhatott, a száraz telet a magasföldeken, míg a nedves nyarat a Karooban töltötte. Mivel a fajt majdnem kiirtották, és a megmaradt példányok és azok leszármazottai fogságban élnek, a történelmi vándorutak, illetve vándorlások eme gnúfaj körében megsemmisültek.
A csíkos gnú elterjedési területe a fehérfarkúéhoz képest sokkal nagyobb. Magába foglalja Kenya, Tanzánia, Botswana, Zambia, Zimbabwe, Mozambik, a Dél-afrikai Köztársaság, Szváziföld és Angola területét. Malawiból, ahol korábban előfordult, kiirtották, úgyszintén Namíbiából is, de ahová sikeresen visszatelepítették. Ez az állat a rövid füvű, bozótosokkal szegélyezett és néhol Vachellia és egyéb efféle fákból álló ligetekkel rendelkező szavannákat kedveli. Kerüli a túl száraz és túl nedves területeket. A fehérfarkútól eltérően, mely a nyíl területeket kedveli, a csíkos faj bozótosokban és ligeterdőkben is megtalálható. Ha nincs választása, akkor a félsivatagokban és az árterületeken is megél. Kelet-Afrikában a csíkos gnú a legtöbb példánnyal és biomasszával rendelkező, nagytestű emlősállat. Embernek és számos ragadozó állatnak az egyik fő zsákmánya. Amellett, hogy létszáma meghaladja a millió főt, ez az állat arról vált közismertté, hogy nagyméretű vándorutat tesz meg a tanzániai Serengeti Nemzeti Parkból a kenyai Masai Mara Nemzeti Rezervátumba és vissza. Egy másik vándorló állománya a zambiai Liuwa Plain Nemzeti Parkban található.

## Megjelenésük

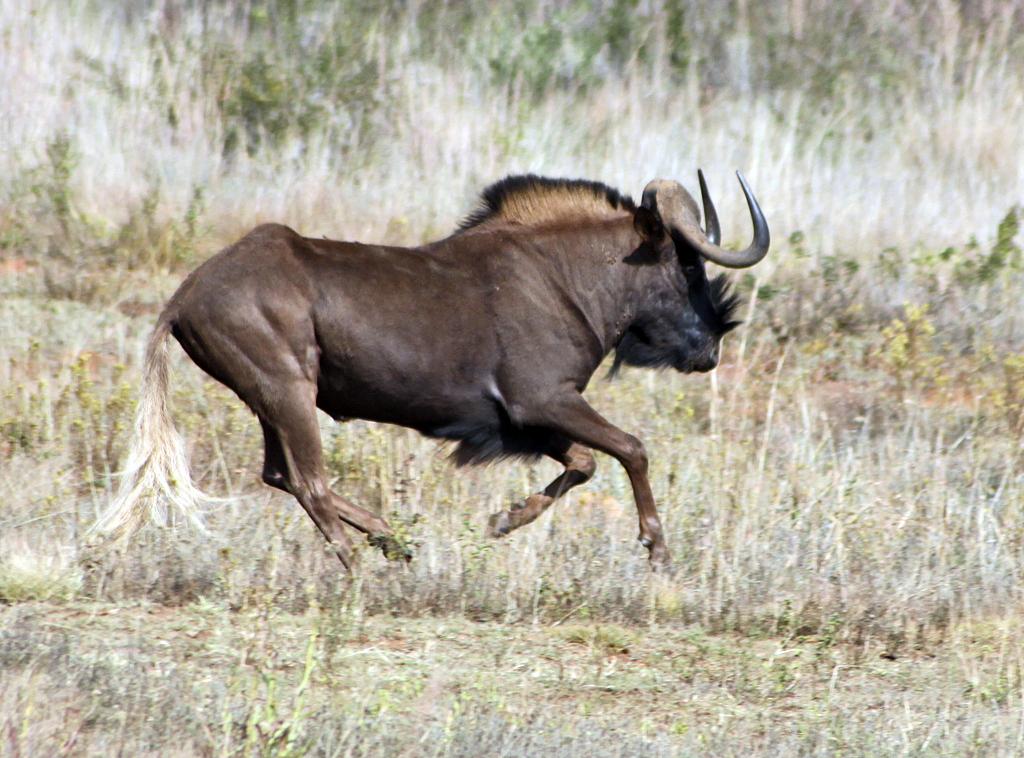
A fehérfarkú főleg barna, ...

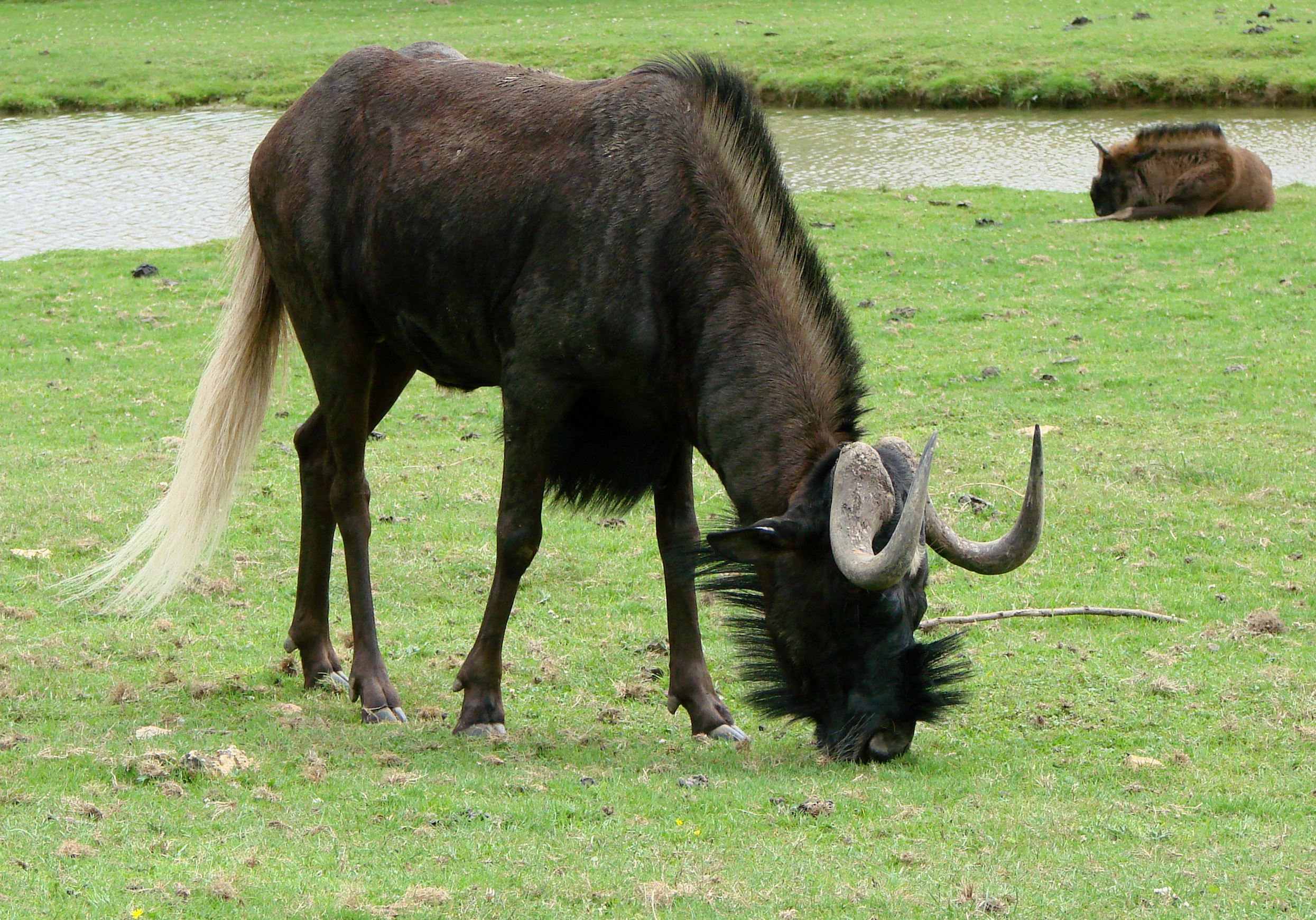
... de fekete is lehet, ...

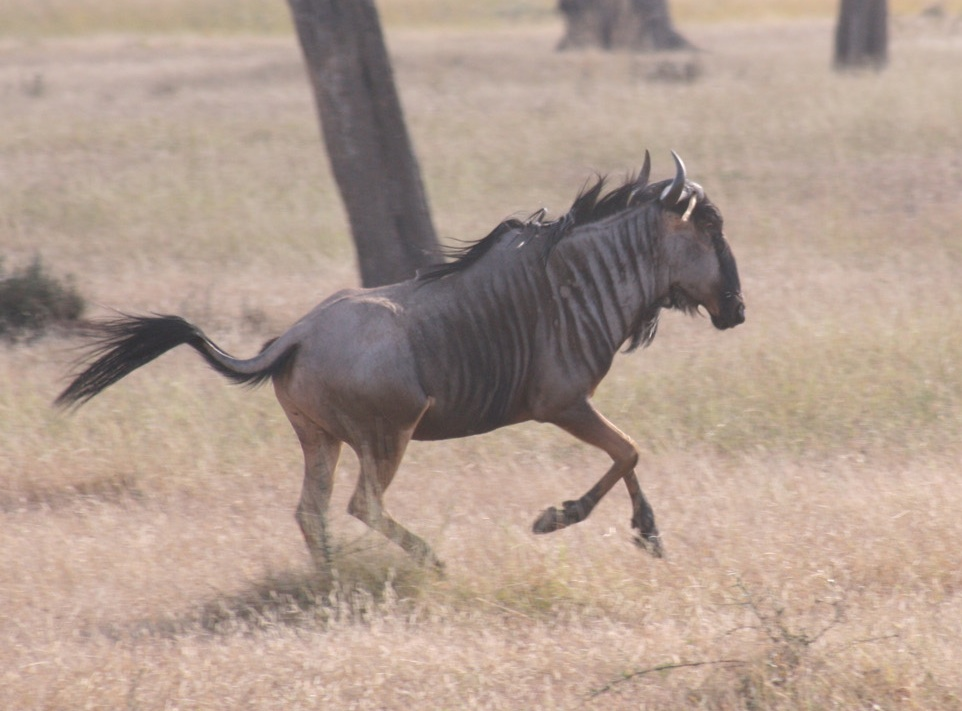
... míg a csíkos szürke színű, és hátának eleje függőlegesen csíkozott

Mindkét állat párosujjú patás, hegyes és görbe szarvval, valamint a szürkéstől és sötétbarnától egészen a feketéig terjedő szőrzet színezettel. Első ránézésre inkább a szarvasmarhákra, semmint az antilopokra hasonlítanak. Mind a két gnú esetében a bikák nagyobbak a teheneknél. Az elülső testrészük, a fartól eltérően erőteljesebb és szélesebb felépítésű. A gnúk orrnyergén és homlokán sötétebb szőrpárna található. Egyes csíkos gnú alfaj sörénye lelógó, míg másoké, és a fehérfarkú gnúé felálló. Mindkettőnél a farok lófarokszerű, azonban a délié szálasabb és fehér, míg a másiké fekete, és szőrzet rajta lejjebbről kezdődik. A csíkos gnú hátának eleje függőlegesen csíkozott. A kék gnúnak nevezett állat szarva oldalra mutat, a fehérfarkúé 90 fokos szögben előre néz. A kettő közül a csíkos a nagyobbik; bikájának átlagos marmagassága 150 centiméter, testtömege 250 kilogramm körüli. A fehérfarkú bika marja 111-120 centiméter magasságban van, és körülbelül 180 kilogrammot nyom. A csíkos tehén marmagassága 135 centiméter és testtömege 180 kilogramm; ettől eltérően a fehérfarkú tehén csak 108 centiméter magas és 155 kilogramm. A csíkos gnú általában sötétszürke, néha kékes árnyalattal, míg a fehérfarkú gnú színezete a barnától egészen a feketéig változik; farka krémes-fehér.

## Életmódjuk
Az északibb állat sokféle élőhelyen jól érzi magát, a ligetektől egészen a nyílt szavannáig, míg a másik kizárólag a széles, nyílt térségeket részesíti előnyben. Ez utóbbi az alacsonyabb hegyvidékeken is jól megvan, míg a másik kerüli a hegyeket és a hűvösebb vidékeket. Egyes területeken a csíkos gnú nagy vándorutakat tesz meg, míg a kisebbik rokona ilyet nemigen tesz, főleg azért, mert állományai fogságban élnek, azonban korábban ez is vándorolt, bár nem olyan mértékben, mint a csíkos.
Kivételes esetekben, és főleg a fogságban a gnúk elérhetik a 40 éves kort, azonban a vadonban nemigen élnek 20 évnél tovább.

### Vándorlásaik
Nem minden gnú folytat vándorló életmódot. Azok a fehérfarkú gnúk közül, melyek nagyobb rezervátumokban élnek, egyes évszakonként meg-megtesznek kisebb vándorutakat, míg ugyanabban a rezervátumban élő más fajtársaik, az év során ugyanazon a helyen maradnak. Egy átlagos fehérfarkú gnú – általában bikáról van szó – területe körülbelül 1 négyzetkilométert foglal magába. Ha jók a körülmények a bikák területén, csak 100-400 négyzetméteres. Ha a terület tökéletes a számára, akkor a bikák közötti távolság akár 9 méter is lehet, de ha szegényes a terület, akkor a bikák csak 1,6 kilométeres távolságban tűrik meg egymást. A tehéncsordák körülbelül 100 hektárnyi területen belül mozognak. A terület nélküli fiatal bikákból, illetve a területeiket elvesztő idősebb bikákból álló csordák nem rendelkeznek semmiféle területtel, és idejüket a legelészés mellett kóborlással töltik.
A csíkos gnúnak egyaránt vannak vándorló és területhez hű állományai is. Például a tanzániai Ngorongoro Természetvédelmi Területen ez az állat terület-hű; a legerősebb bikák állandó területeket jelölnek ki maguknak, még a szaporodási időszakon kívül is. A tehenek és borjaik körülbelül tízfős csordákba verődnek, néha eme családi csordák nagyobb csordákba tömörülnek. Amint a fehérfarkú esetében is, a csíkos, terület nélküli bikák legénycsordákban ide-oda bolyonganak. A Serengetiben és a Tarangire-ben élnek a legvándorlósabb csíkos csordák. Amikor nagy vándorlásokba kezdenek, a kisebb csordák egyesülnek és kétneművé válnak, azaz a tehenek és bikák együtt haladnak. Azonban ezeken a területek is léteznek nem vándorló, területhez hű állományok. Amikor a szaporodási és a vándorlási időszak egybeesik, akkor a párosodni vágyó bika csak néhány óráig vagy legfeljebb egy napig tud kijelölni és védeni egy területet; a rövid idő alatt meg kell küzdenie más bikákkal, magához kell vonzania a teheneket, illetve párosodnia is kell velük. Miután a csorda tovább haladt, a bikák újból kijelölnek maguknak egy-egy ideiglenes területet.
A Masai Marában van egy terület-hű állomány, mely 1977-ben körülbelül 119 000 főt számlált, azonban húsz év alatt, 1997-ben létszáma 22 000 példányra csökkent. Eme nagymértékű állománycsökkenést az ember szarvasmarháival folytatott versengésnek, valamint a mezőgazdaságnak és az esőzések ingadozásainak tulajdonítják.

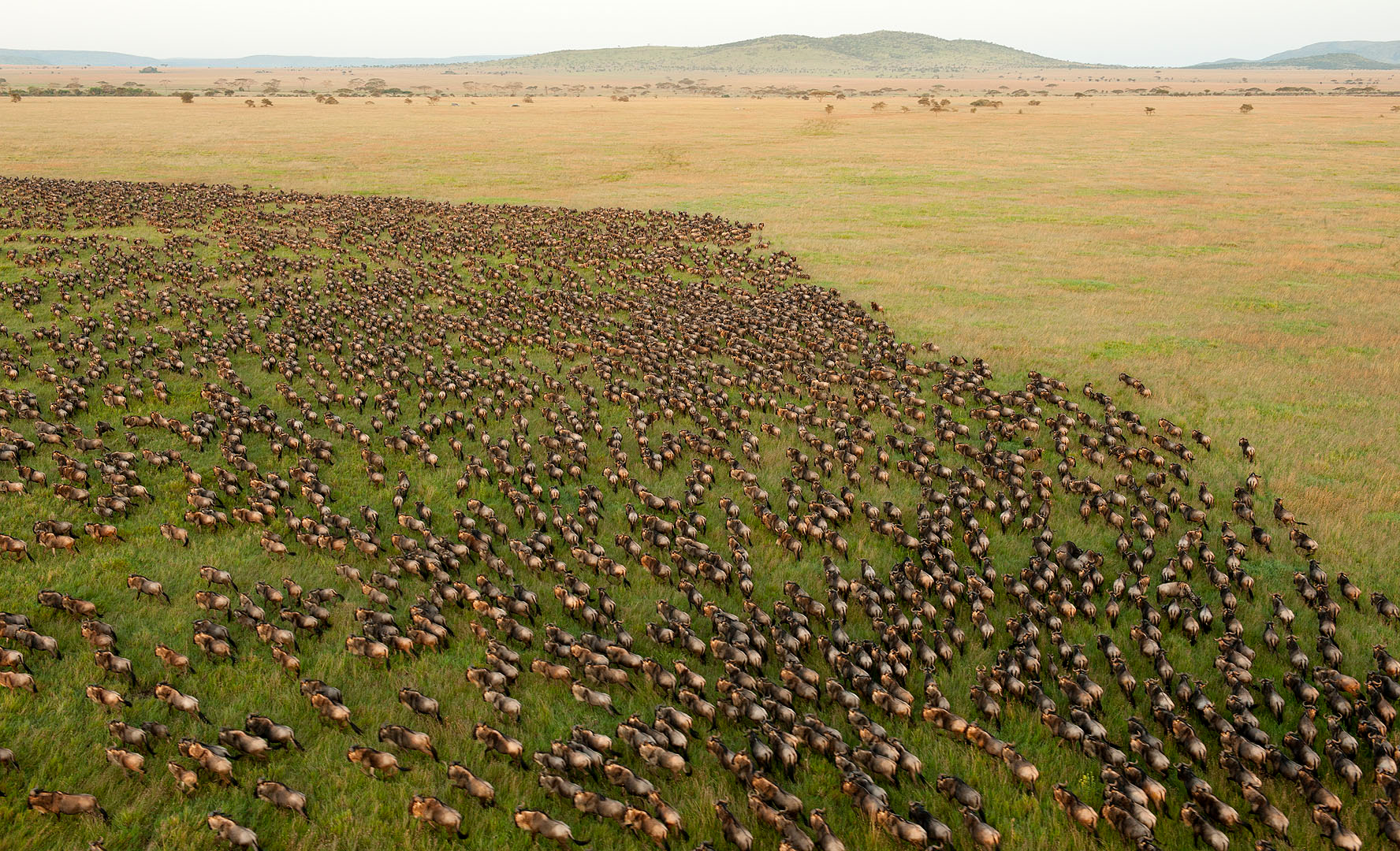
A csíkos gnú vándorlásai közben hatalmas csordákat alkot

Az ismeretterjesztő filmekből jól tudjuk, hogy egyes kelet-afrikai csíkos gnú csordák nagy vándorutakat tesznek meg, hogy pontosan akkor érkezzenek meg egy bizonyos helyre, amikor ott épp a legjobb minőségű a fű. E vándorlások elindulása évről-évre változó, és az esőzések határozzák meg. Kelet-Afrikában az esős évszak vége május-június között van; ezután pedig eljön a száraz évszak, mely során a gnúk elvándorolnak oda, ahol ivóvizet találnak. Mikor hónapok múlva újból eljön az esős évszak, a gnúk visszafordulnak, hogy kihasználják az eső teremtette tökéletes körülményeket. A vándorlást négy fő tényező hajtja: a táplálék- és vízhiány, valamint a ragadozók jelenléte és a füvek foszfor tartalmának csökkenése. A foszfor létfontosságú eleme minden élőlénynek, főleg a szoptatós gnú teheneknek. Emiatt a legelő csordák tehenei mindig a magasabb foszforszintű legelőket keresik. A foszfor mellett a magas nitrogén tartalom is fontos számukra.
A légi fotók bebizonyították, hogy a mozgó csordák nem haladnak fejetlenül; vagyis az egyedek nem maguktól mennek ide-oda, csak épp a csorda biztonságát élvezve. A kutatók megfigyelték, hogy a hatalmas vándorló csorda valójában hullámokban halad, azaz a benne levő kisebb csordák maguk határozzák el, hogy mikor mozogjanak. Számos természetfilmben láttuk, hogy amikor a folyókat szelik át, sokukat elkapják a krokodilok, vagy belefulladnak a vízbe. Habár úgy tűnik, hogy ekkortájt minden állat fejét vesztve, minden áron át akar kelni, a kutatók úgy vélik, hogy az úgynevezett „raj-intelligencia” (swarm intelligence, SI) üt be, és az állatok szisztematikusan megpróbálják megkeresni a legmegfelelőbb átkelőhelyeket. Az egész csorda egy állatként viselkedik.
Az oroszlán (Panthera leo), a foltos hiéna (Crocuta crocuta), a leopárd (Panthera pardus), a gepárd (Acinonyx jubatus) és a nílusi krokodil (Crocodylus niloticus) a nagyobb emlősök közül, főleg a csíkos gnúra vadásznak. Habár az elsődleges védekezési módszere a szaladás, a hegyes szarvainak végével sebeket ejthet a rá támadó ragadozókon, még az oroszlánon is. A gnúk legfeljebb 80 km/h sebességgel szaladnak. Menekülés közben a borjak és fiatalok a csorda közepébe igyekszenek. Támadáskor a ragadozók megpróbálnak elhajtani a csordától egy fiatal vagy beteg példányt. A csordákban, míg egyesek legelnek vagy alszanak, addig mások a veszélyekre figyelnek. Főleg a vándorló csordákat nagy keselyűcsapatok (Aegypiinae) figyelnek, illetve kísérnek; elhunyt gnúkban reménykedve. Az elpusztult gnúk tetemeinek a 70%-át a keselyűk fogyasztják el. Egyes helyeken a gnú állományok csökkenése a helybéli keselyűállományok csökkenését is jelenti. A tanzániai Serengetiben a gnúk vándorlása más növényevő állatok vándorlását is elősegíti; így például a Thomson-gazelláét (Eudorcas thomsonii), mely a gnúk által lelegelt, friss hajtású füveket keresi.

### Más növényevőkkel való kapcsolata
A gnúk, más növényevő állatok közül főleg a zebrákkal társulnak; együtt járják a nyílt szavannákat. Több állat hamarabb észreveszi a veszélyeket. Továbbá a zebrák lelegelik a füvek felsőbb és szárazabb részeit, hátrahagyva a gnúnak a táplálóbb alsóbb részeket. Amikor egyes területekre nagy számban érkeznek meg a gnúk, a zsiráf (Giraffa camelopardalis) borjak nagyobb biztonságban vannak, mivel az oroszlánok áttérnek a gnúvadászatra.
Habár egymást vészhangokkal figyelmeztetik, a gnúk más állatok vészhangjaira is figyelnek, illetve reagálnak. Egy kutatás során megfigyelték, amint a gnúk pontosan a páviánok (Papio) vészkiáltásaira reagáltak, és nem a páviánok közötti territoriális kiáltozásokra, habár a két páviánhang típusa, ideje és erőssége majdnem ugyanolyan. A kutatók felvett páviánhangokat játszottak le a gnúknak; egyszer oroszlánról szóló vészkiáltást, máskor pedig két hím pávián „veszekedését”.

## Szaporodásuk

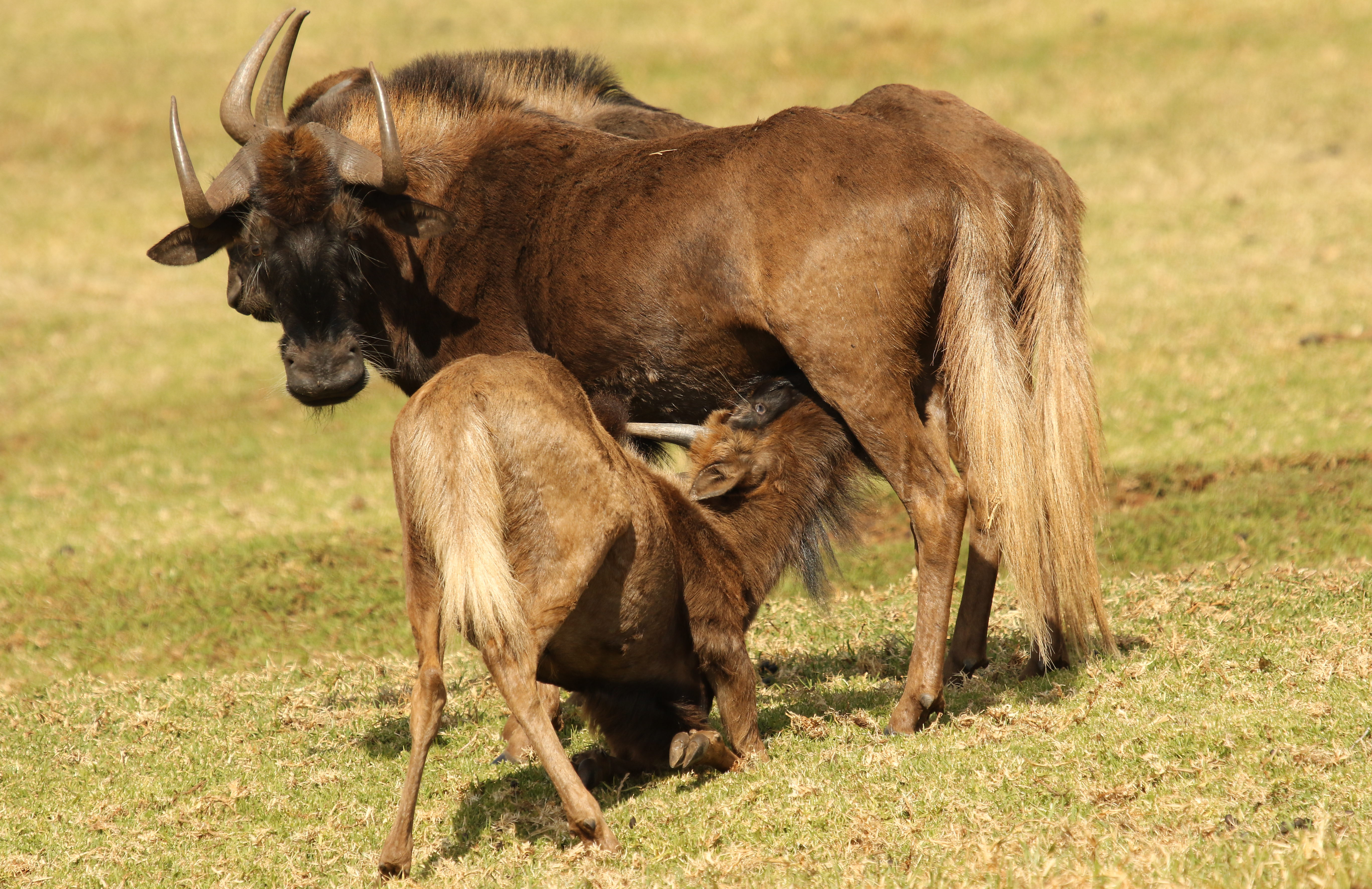
Borját szoptató fehérfarkú gnú tehén

A gnúfajok nem alkotnak párkapcsolatokat. A szaporodási időszakban a bikák területeket jelölnek ki maguknak, és próbálják oda csalogatni a teheneket. Ahol sok gnú él, egy négyzetkilométer területen akár 300, területtel rendelkező bika is lehet. A területért és tehenekért a bikák hevesen megküzdenek egymással. Előbb testmutogatással, hangkiadással, vizeléssel és a talaj feltúrásával próbálják elijeszteni egymást, azonban ha ez nem sikerül, akkor összecsapnak, mely döfésekből áll. Mindkét faj az esős évszak végén szaporodik, amikor is nagyon jó egészségben vannak a sok táplálkozás után. A párzás általában május és július között zajlik, míg az ellések januárban és márciusban történnek meg; azaz az esős évszak kezdetén. A tehén csakis a szaporodási időszakban fog párzani, a petetermelést gyakran a bika jelenléte idézi elő.
A tehén évente csak 23 napon keresztül hajlamos párzani. A vemhesség általában 250-260 napig tart. Születésekor a gnú borjú 21 kilogrammot nyom. Néhány percen belül lábra áll, napokon belül lépést tart a vonuló csordával. A csíkos gnútól eltérően, a fehérfarkú gnú tehene fehérjében gazdagabb, de zsír és tejcukor szintben alacsonyabb tejet ad. A borjakra főleg a foltos hiénák jelentik a veszélyt. Az összes borjú 2-3 hét leforgása alatt jön világra. A kisebb csordákban a borjak elhalálozása 50%-os. Azonban a nagy csordákban élő borjak 80%-a is életben maradhat.
Egy-egy bika területén kis csordákban tehenek és borjak is élhetnek. Amikor az adott területen nagyobb a gnúsűrűség, és csordák vegyes neművé válnak, a tehenek olyan területekre költöznek, ahol kevesebb bika él. Talán az orvvadászat és az ember okozta más zavarások is hozzájárultak ahhoz, hogy több tehén van, mint bika. A trófeavadászok is a kifejlett, szép szarvú bikákat lövik ki.

## A gnúk és az ember

### Veszélyeztetettségük és védelmük

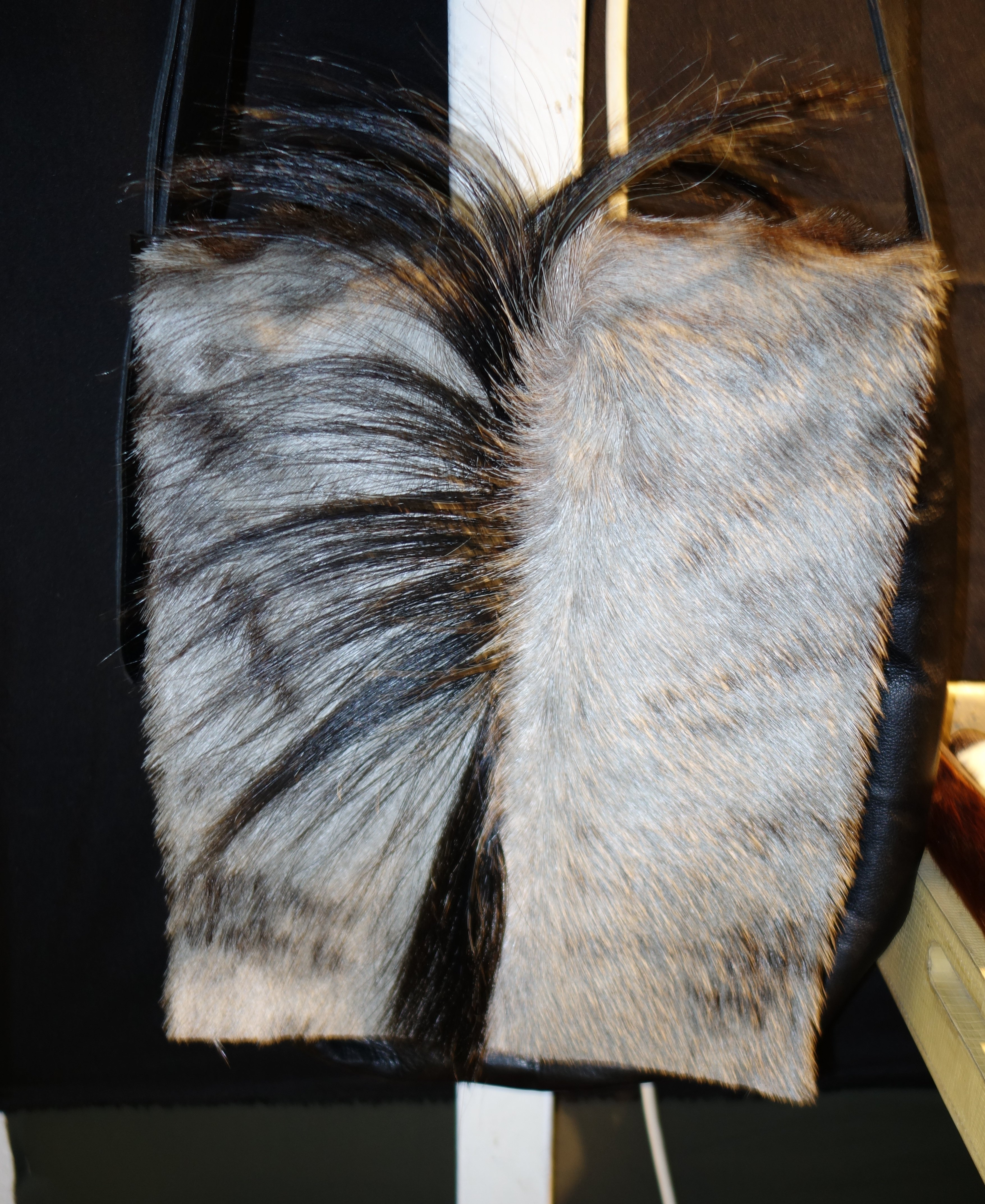
Táska gnú bőrből

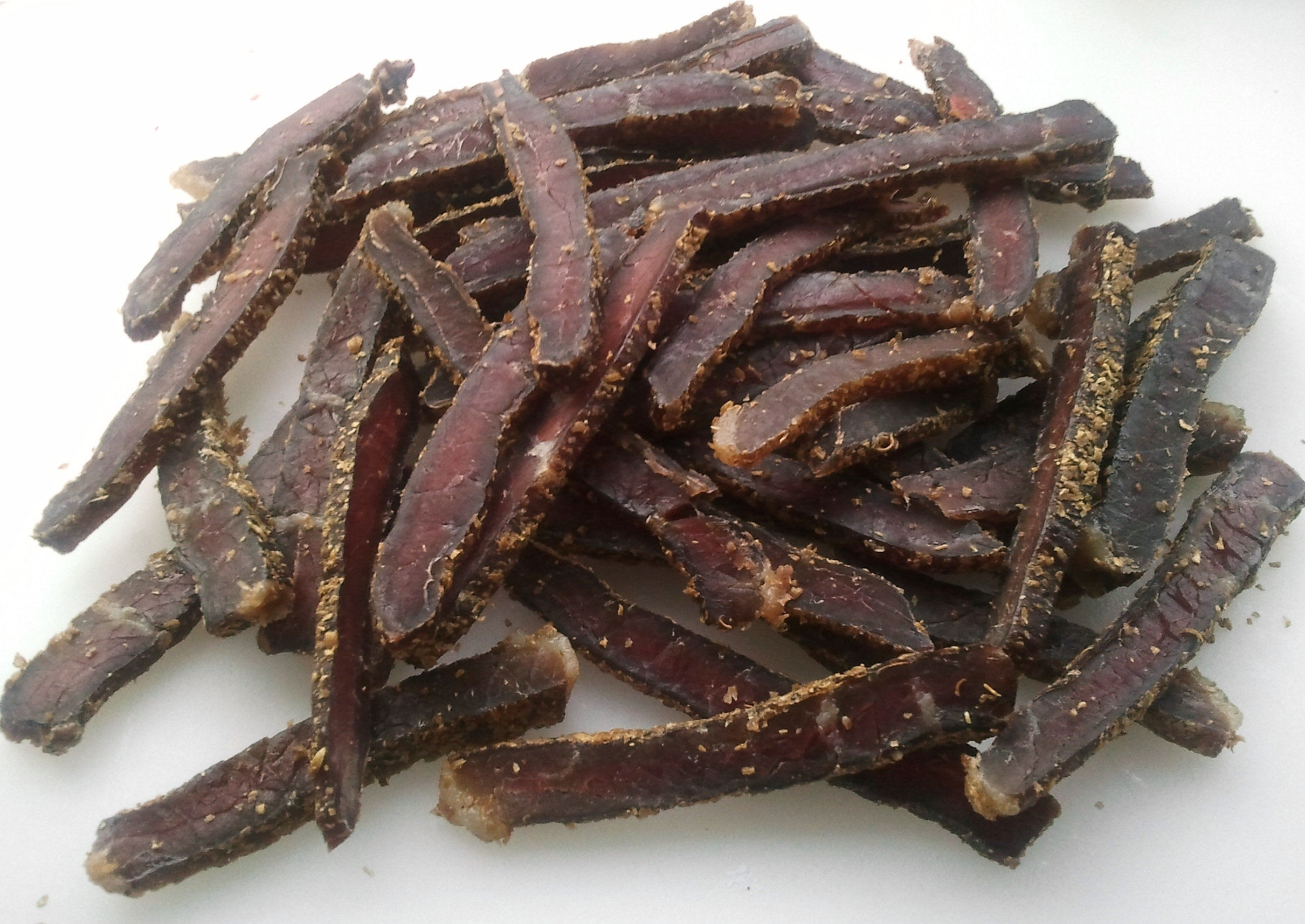
Biltong szeletek

Manapság számos gnúállomány jelentős egyedszám csökkenéssel küzd. Ahhoz, hogy egyes csordák vándorutakat tudjanak megtenni, nagy, összefüggő területekre van szűkségük. E nagy, szabad területek megtartása igen nehéz, főleg hosszú távon, mivel az ember igénye a megművelt földekre nézve egyre csak nő. A vándorlásoknak gátat vetnek a kerítések és az utak. Botswanában az 1983-ban a hatóságok a Kalahári sivatagban több ezer kilométeres kerítést emeltettek, így a gnúk nem juthattak el az itató- és legelőhelyeikre, és több tízezer állat pusztult el. Az akkori állománynak csak kevesebb mint 10%-a maradt életben. Mivel Afrika fő ragadozóinak a legkedveltebb zsákmányai, egyes helyeken az orvvadászat különösen veszélyes a gnúkra nézve. Ott, ahol a két gnúfaj egyazon területén él, kereszteződni fognak, ami rontja a ritkább fehérfarkú gnú létezési lehetőségét.
A Természetvédelmi Világszövetség (IUCN) mind a két gnúfajt Nem fenyegetett fajnak minősítette. Egészében véve mindkét gnúfaj létszáma növekvőben van. A fehérfarkú gnú világszintű állományát 18 000 főre becsülik; ebből 7000 Namíbiában él, ahol korábban ez a faj nem létezett. Eme állatok 80%-a magánterületeken, valakiknek a tulajdonában van. Míg csak 20%-uk él állami védett területeken. A namíbiai betelepítés annyira sikeres volt, hogy 1982-ben 150 állatból 1992-re 7 ezer gnú lett.
A csíkos gnú helyzete a kisebb rokonánál is jobb. A legtöbb helyen állományai stabilak, sőt növekedésben vannak. A világszintű állományt 1 500 000-ra becsülik; ebből 1,3 millió a Serengeti Nemzeti Parkban él. A csíkos gnúnál csak a keleti fehérszakállú gnú (Connochaetes taurinus albojubatus) nevű alfaj nem áll jól; az állományai mély zuhanásnak indultak. Az állománysűrűség élőhelytől függően változó; míg a zimbabwei Hwange Nemzeti Parkban és a namíbiai Etosha Nemzeti Parkban négyzetkilométerenként 0,15 állat van, addig a Ngorongoro Természetvédelmi Területen és a Serengeti Nemzeti Parkban 35 csíkos gnú van négyzetkilométerenként.

### Az emberrel való kapcsolatuk
Afrika szerte a gnúkból több termék is létrejöhet. Az igen jó minőségű bőrükből árucikkeket készítenek. A húsukat, habár száraz és rágós, sokfelé fogyasztják. Dél-Afrikában a szárított húsból biltong nevű ételt készítenek. Ez a szárított húsféle, sok dél-afrikai közösségnek fontos táplálékforrása. A tehenek húsa jobb, mint a bikáké, főleg ősszel. Az orvvadászok számos gnút ölnek le, talán azért is, mert nagy létszámuk miatt könnyebben megtalálhatók. A szakácsok általában 11 darabba vágják a gnúhúst. 2008-ban egy kilogrammnyi gnúhús 0,47 amerikai dollárt ért. A fehérfarkú gnú hosszú, selymes farkszőrzetéből légyhessegetőt készítenek.
A gnúk az ürülékeikkel táplálják környezetüket. Manapság közgazdaságilag igen fontos szerepet töltenek be, mivel sok turistát vonzanak azokhoz a magán farmokhoz és vadasparkokhoz, valamint állami rezervátumokhoz, ahol élnek. A gnúfajok az embernek árthatnak is; például vetélytársai a legelőkön és az itatóhelyeken az emberek szarvasmarháinak. Továbbá különböző betegségeket adhatnak át a háziállatoknak. A szarvasmarhacsordákban terjeszthetik a keleti marhavészt, valamint a kullancsokat, a fonálférgeket, a galandférgeket (Cestoda), légy lárvákat és a valódi mételyek közül a Paramphistomum-fajokat.
A fehérfarkú gnú rajta van a Dél-afrikai Köztársasághoz tartozó Natal tartomány címerén. Továbbá az évek során a közigazgatás többször is ábrázolta ezt az állatot postabélyegeken, továbbá az öt dél-afrikai rand értékű pénzen is fehérfarkú gnú látható.
A gnúk az ismeretterjesztő filmeken kívül szerepet kaptak több animációs filmben is, többek között: a „Khumba”, a „Vadkaland”, a „Madagaszkár”, a „The Great Space Coaster” és „Az oroszlánkirály című filmekben”.
A GNU, mely egy kizárólag szabad szoftverből álló számítógépes operációs rendszer, a gnút használja logójául.

## Fordítás
- Ez a szócikk részben vagy egészben  a   Wildebeest című angol Wikipédia-szócikk ezen változatának fordításán alapul.  Az eredeti cikk szerkesztőit annak laptörténete sorolja fel. Ez a jelzés csupán a megfogalmazás eredetét és a szerzői jogokat jelzi, nem szolgál a cikkben szereplő információk forrásmegjelöléseként.
- Ez a szócikk részben vagy egészben  az   Alcelaphinae#Extinct alcelaphines című angol Wikipédia-szócikk ezen változatának fordításán alapul.  Az eredeti cikk szerkesztőit annak laptörténete sorolja fel. Ez a jelzés csupán a megfogalmazás eredetét és a szerzői jogokat jelzi, nem szolgál a cikkben szereplő információk forrásmegjelöléseként.